# هولمبرغ IX
هولمبرغ IX هي مجرة قزمة غير منتظمة ومجرة قمرية للمجرة مسييه 81 (تسمى أيضا مجرة بودي ،باسم مكتشفها بودي ) . تقع على بعد 12 سنة ضوئية في كوكبة الدب الأكبر خارج الحافة الخارجية لمجرة بودي. تم اكتشافها لأول مرة من قبل عالم الفلك "سيدني فان دن بيرغ" في عام 1959، وسميت المجرة نسبة للفلكي السويدي "إريك هولمبرغ" الذي وصفها لأول مرة في دراسة لمجموعات مجرات بعد عشر سنوات. ويعتقد  أن تلك المجرة القزمة تشكلت نتيجة للتفاعل المجري بين مجرة بودي (مسييه 81) والمجرة المجاورة مسييه 82. استنادا إلى توزيع أعمار النجوم المرصودة في المجرة يعتقد أنها قد تشكلت قبل 200 مليون سنة، مما يجعلها أصغر المجرات القريبة. كما أنها أيضا موطن لإحد الأنظمة الثنائية الكسوفية المكتشفة حديثا لعملاق أصفر ضخم.

## اقرأ أيضا
- مجموعة M81